# Kwak Ok-chol
Kwak Ok-chol (* 6. Februar 1973) ist ein ehemaliger nordkoreanischer Judoka.
Er nahm an den Olympischen Spielen 2000 in Sydney teil. Bei den Asienspielen 1998 in Bangkok gewann er im Halbmittelgewicht die Silbermedaille und bei den Judo-Weltmeisterschaften 1997 in Paris und 1999 in Birmingham jeweils die Bronzemedaille.